# Бойко Петро Анатолійович
Петро Анатолійович Бойко (нар. 30 липня 1961, с. Вотилівка, Лисянський район, Черкаська область) — віце-президент Спілки адвокатів України, голова кваліфікаційно-дисциплінарної комісії адвокатури Київської області, Заслужений юрист України.

## Біографія
Петро Бойко народився 30 липня 1961 р. у с. Вотилівка Лисянського району Черкаської області.
По закінченні середньої школи вступив на юридичний факультет Київського державного університету імені Тараса Шевченка.
З 1987 р. П. Бойко працював слідчим у прокуратурі в Славутичі Київської області, а у 1991 р. отримав свідоцтво на право заняття адвокатською діяльністю.
З 1993 р. по 2005 р. очолював адвокатське об'єднання «Захист» у м. Славутич Київської області, яке згодом було переведено до столиці.
У травні 2005 р. було створено адвокатську фірму «Петро Бойко та Партнери».
Петро Бойко — експерт з підготовки законопроєктів у Верховній Раді України, зокрема, співавтор кількох законів (Закону України «Про спеціальну (вільну) економічну зону „Славутич“», Закону України «Про адвокатуру» та ін. нормативно-правових актів). Він також неодноразово готував експертні висновки зі справ, які розглядалися Конституційним Судом України.
Він є автор понад 50 публікацій та книги «На перехресті чужих доріг. Адвокатські хроніки».
2006 року захищав Дмитра Голубова, одного з найвідоміших у світі кардерів. Завдяки Бойку двоє депутатів з Партії регіонів, Володимир Макеєнко та Володимир Демьохін, внесли заставу (по 50 тис. грн), після чого Голубова відпустили, попри докази його вини.

## Громадська діяльність
Петро Бойко був обраний головою Кваліфікаційно-дисциплінарної комісії адвокатури Київської області, а також віцепрезидентом Спілки адвокатів України та головою її Київського обласного відділення.

## Нагороди
- Заслужений юрист України[2]
- Медаль «За розвиток м. Славутича».